# José María García-Aranda
José María García-Aranda Encinar (Madrid, 3 marzo 1956) è un ex arbitro di calcio spagnolo.

## Carriera
Debuttò nella Liga spagnola all'età di 33 anni nel 1989 e tre anni più tardi venne promosso internazionale. Ebbe una carriera costellata da numerosi riconoscimenti e finali importanti. Nel 1997 diresse la finale di ritorno della Coppa UEFA tra Inter e Schalke 04, e nello stesso anno fu designato per la finale di Coppa Intercontinentale tra Borussia Dortmund e Cruzeiro.
Nel 1998 ebbe l'onore di arbitrare la semifinale dei Mondiali di calcio 1998 tra Francia e Croazia, durante la quale espulse il capitano dei bleus Laurent Blanc per una condotta violenta, impedendogli di giocare la finalissima; nello stesso torneo diresse anche la gara inaugurale tra Brasile e Scozia e l'ottavo di finale tra Paesi Bassi e Serbia.
Al campionato europeo di calcio 2000 arbitrò due partite: Italia-Belgio e il quarto di finale tra Paesi Bassi e Serbia, mentre nell'edizione del 1996 aveva svolto le funzioni di quarto ufficiale. Fu impiegato anche alle Olimpiadi di Atlanta 1996. Due le gare dirette. La prima a Washington il 23 luglio tra Italia e Ghana (2:3): la sua direzione fu ritenuta largamente insufficiente dalla stampa italiana (Giuseppe Toti sul  Corriere della Sera gli diede voto 3), a causa di due rigori contestati e l'espulsione di Fabio Galante ritenuta ingiusta. Diresse poi la semifinale del 30 luglio a Athens tra Nigeria e Brasile, con vittoria degli africani per 4 a 3 con il   Golden Goal  di Kanu al 94', dopo che lo stesso giocatore aveva pareggiato al 90'.
Vanta anche la direzione in una semifinale di UEFA Champions League 1995-1996 (Panathīnaïkos-Ajax) e in una semifinale di Coppa UEFA 1999-2000 (Lens-Arsenal).
È stato direttore tecnico a disposizione del Settore arbitrale della FIFA, mentre dall'aprile 2011 assume l'incarico di advisor degli arbitri russi.